# 祖克洛
祖克洛（義大利語：Zuclo），曾是意大利特伦托自治省的一个市镇。总面积10平方公里，人口358人，人口密度35.8人/平方公里（2009年）。ISTAT代码为022227。
2016年1月1日祖克洛和博尔贝诺两市镇合并为新的市镇拉雷斯镇。